# Mario Luis Bautista Maulión
Mario Luis Bautista Maulión (4 de dezembro de 1934 – 27 de setembro de 2020) foi um arcebispo católico romano argentino.
Maulión nasceu na Argentina e foi ordenado ao sacerdócio em 1960. Ele serviu como bispo titular de Febiana e foi bispo auxiliar da Arquidiocese Católica Romana de Rosário, Argentina, de 1988 a 1995, e como bispo da Diocese Católica Romana de San Nicolás de los Arroyos, Argentina, de 1995 a 2003. Ele serviu também como arcebispo da Arquidiocese Católica Romana do Paraná, Argentina, de 2003 a 2010.